# Ван Ранкл, Теадора
Теадора Ван Ранкл (англ. Theadora Van Runkle; 27 марта 1928, Питтсбург, штат Пенсильвания — 4 ноября 2011, Лос-Анджелес, Калифорния) — американский художник по костюмам.

## Биография и карьера
Начинала как художник-иллюстратор для работы с набросками и каталогами. Затем она работала в качестве художника по эскизам для других дизайнеров. Её работы высоко ценятся коллекционерами.
Первыми фильмами, для которых она создавала костюмы, были «Бонни и Клайд» (1967), «Афера Томаса Крауна» (1968) и «Композиция» (1969), во всех которых снималась Фэй Данауэй, для которой ван Ранкл также разработала платье для церемонии вручения премии «Оскар» 1968 года, а также весь гардероб Данауэй того времени.
Ван Ранкл была номинирована на «премию «Оскар» за лучший дизайн костюмов» за «Бонни и Клайд» (1967), и была номинирована ещё дважды, за фильмы «Крёстный отец 2» (1974) и «Пегги Сью вышла замуж» (1986). Она разработала костюмы для фильма 1989 года «Рота Беверли-Хиллз». Всего она работала художником по костюмам в 33 картинах с 1967 по 1999 годы.
Она была удостоена премии за достижения в жизни Гильдии художников по костюмам в 2002 году.
Умерла 4 ноября 2011 года от рака лёгких.
Её отец, Кортни Швепп, был членом семьи Швеппс, известных своей компанией «Schweppes».
Дважды была замужем и оба раза развелась. Первый муж — Брюс Макбрум, второй — Роберт ван Ранкл. От второго брака у неё было двое детей.

## Избранная фильмография
Кинематограф
- Бонни и Клайд (1967)
- Буллит (1968)
- Любовники (1968) — для Фэй Данауэй
- Афера Томаса Крауна (1968) — для Фэй Данауэй
- Композиция[англ.] (1969)
- Джонни взял ружьё (1971)
- Крёстный отец 2 (1974)
- Торговцы грёзами (1976)
- Нью-Йорк, Нью-Йорк (1977)
- Небеса могут подождать (1978) — для Джули Кристи и Дайан Кэннон
- В это же время, в следующем году (1978)
- Придурок (1979)
- S.O.B. (1981)
- Горный хрусталь (1984)
- Пегги Сью вышла замуж (1986)
- Стопроцентный американец для всех (1988)
- Рота Беверли-Хиллз (1989)
- Стелла (1990)
- Жена мясника (1991)
- Сила веры (1992)
- Поцелуй смерти (1995)
- Прощай, любовник (1998)

Телевидение
- Белый карлик (1995)
- Последний дон (1997)